# Leptogenys myops
Leptogenys myops é uma espécie de formiga do gênero Leptogenys, pertencente à subfamília Ponerinae.